# Chantal Biya

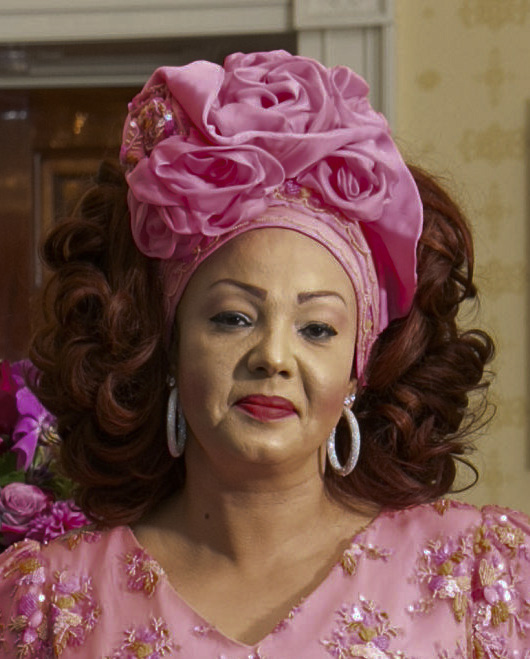
Chantal Biya (2014)

Chantal Biya (* 4. Dezember 1970 in Kamerun als Chantal Vigouroux) ist seit dem 23. April 1994 die Ehefrau von Paul Biya, dem zweiten Präsidenten von Kamerun. Sie ist bekannt für ihre extravaganten Frisuren und ihren luxuriösen Kleidungsstil, weshalb sie auch „la Lionne du Cameroun“ (die Löwin aus Kamerun) genannt wird.

## Leben und Wirken
Chantal Vigouroux ist die Tochter von Rosette Ndongo Mengolo und Georges Vigouroux. Sie wurde in Dimako in der Region Ost Kameruns geboren und verbrachte ihre Jugend in Jaunde. Im April 1994 heiratete sie Paul Biya.
Im November 2010 veröffentlichte Bertrand Teyou ein Buch mit dem Titel La belle de la république bananière: Chantal Biya, de la rue au palais (Die Schöne aus der Bananenrepublik: Chantal Biya, von der Straße in den Palast), in dem er Chantals Aufstieg aus einfachen Verhältnissen zur Première Dame erzählt. Teyou wurde anschließend verhaftet. Amnesty International und P.E.N. protestierten gegen diese Verhaftung. Amnesty International bezeichnete Teyou als prisoner of conscience. Er wurde am 2. Mai 2011 freigelassen, als ein Gönner seine Strafe bezahlte, damit er sich wegen seines verschlechternden Gesundheitszustandes behandeln lassen könne.
Chantal Biya ist Mutter von vier Kindern. Die beiden ersten Kinder stammen aus einer vorehelichen Beziehung.

## Soziales Engagement
Chantal Biya ist in sozialen Bereichen engagiert. Sie ist Gründerin und Vorsitzende der Chantal-Biya-Stiftung.

## Ehrungen
Seit 2001 wird einmal jährlich das nach ihr benannte Radrennen Grand Prix Chantal Biya ausgetragen.